# Anvéville
Anvéville é uma comuna francesa na região administrativa da Normandia, no departamento de Sena Marítimo. Estende-se por uma área de 4,24 km². Em 2010 a comuna tinha 300 habitantes (densidade: 70,8 hab./km²).